# Cobre (Nevada)
Cobre es un pueblo inhabitado en el Condado de Elko, Nevada, Estados Unidos.
El pueblo estaba localizado en el primer nudo vial entre Southern Pacific y Nevada Northern Railway, y comenzó a serlo cuando se construyó Nevada Northern en 1905. Nevada Northern fue construida principalmente para servir a las minas de cobre y fundición cerca de Ely, Nevada.
Una oficina postal fue establecida en Cobre en 1906, pero fue descontinuada en 1956.